# Herbert Bodzin
Herbert Richard Max Bodzin (* 25. November 1936 in Hohenlimburg; † 31. Mai 2025 in Weyhe) war ein deutscher Maler, Bildhauer und Musiker (Saxophon, Flöte, Piano). Werke (Edelstahl-Skulpturen) befinden sich im öffentlichen Raum in Bassum, Bremen, Diepholz, Konz und Weyhe.

## Werke

### Edelstahl-Skulpturen im öffentlichen Raum

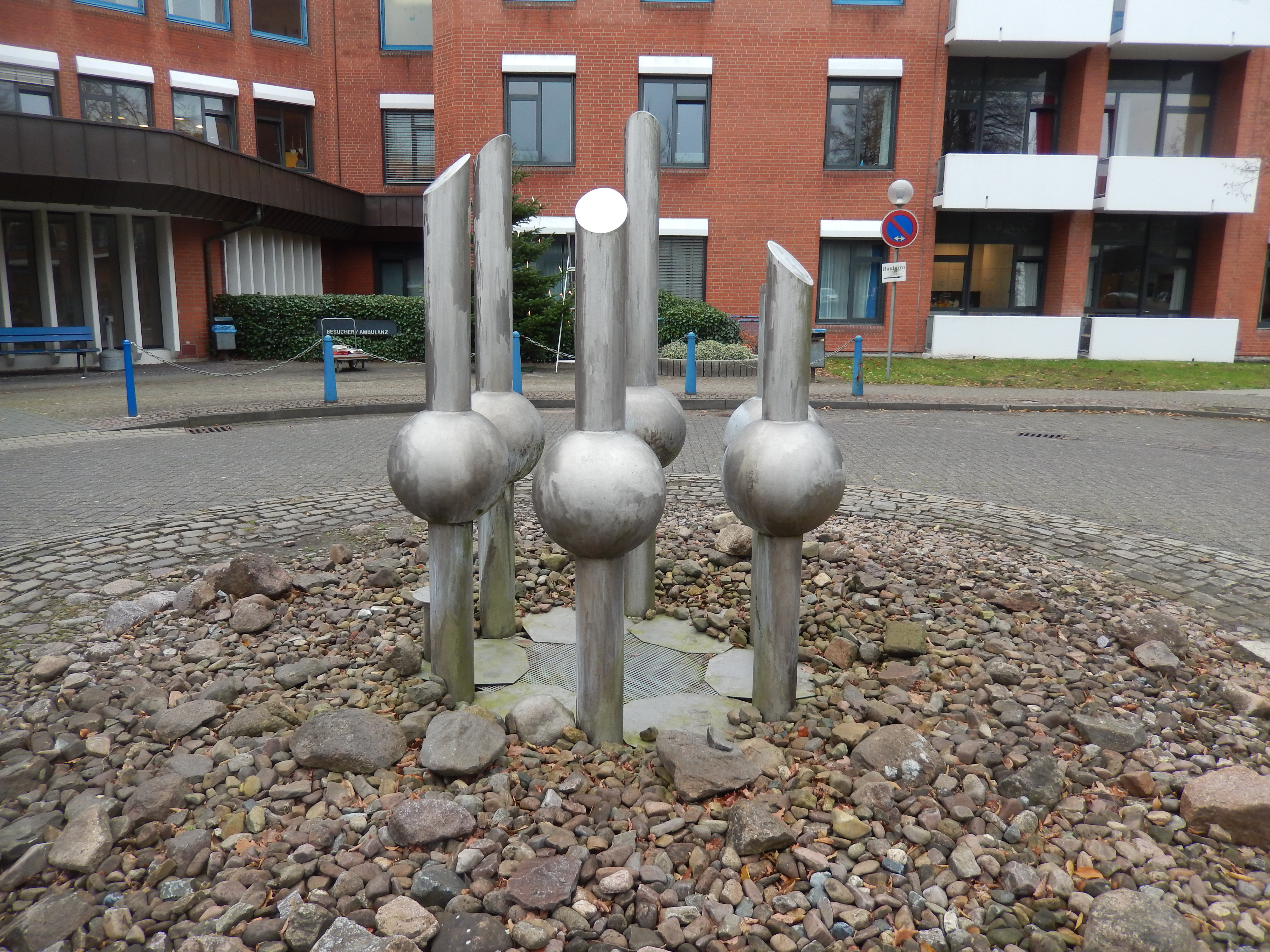
Brunnen an der Klinik Bassum

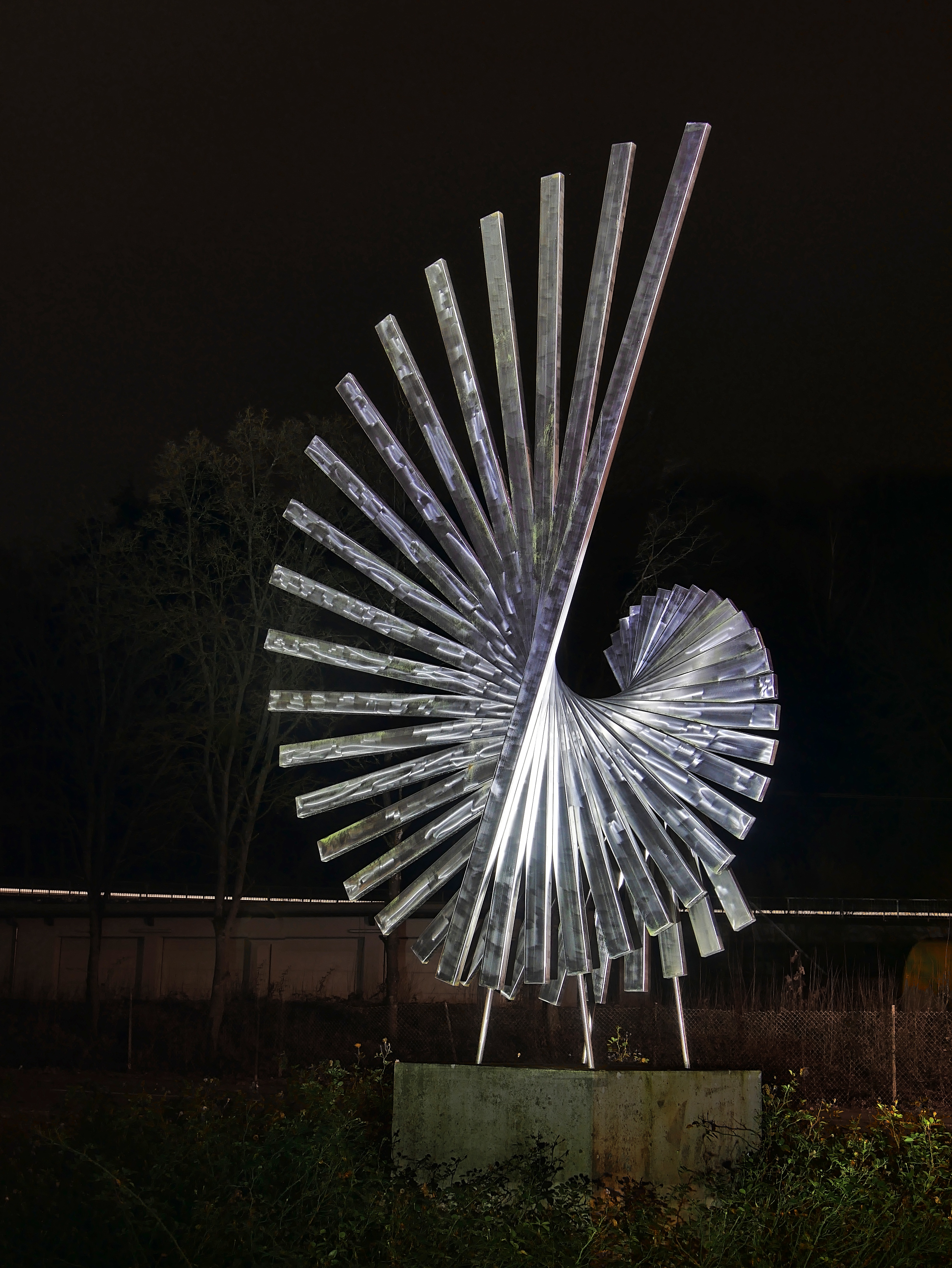
Silver Sun in Konz-Karthaus

- in Bassum beim Krankenhaus ein Brunnen (1981)[2]
- in Bremen-Neustadt auf dem Neuen Markt eine „Windorgel“ (1975)[3]
- in Diepholz bei den Berufsbildenden Schulen[4]
- in Weyhe-Lahausen beim Freibad (1976)[5][6]
- in Konz-Karthaus (Rheinland-Pfalz) "Silver Sun" am Ortseingang (2003)[7][8]